# فاکتور ۷ نوترکیب
فاکتور هفت اِی نوترکیب (به انگلیسی: rFVIIa) (Recombinant factor VIIa) که با نام‌های تجاری مختلفی از جمله نووسِوِن (NovoSeven) و آریوسِوِن (AryoSeven) عرضه می‌شود، نوعی از فاکتور هفت انعقادی فعال شده‌است که به روش دی‌ان‌ای نوترکیب تولید می‌شود.

## توصیف
این دارو، یک درشت‌مولکول پروتئینی (گلیکوپروتئینی) است که با تکنولوژی دی‌ان‌ای نوترکیب و با استفاده از سلول‌های کلیه نوزاد همستر (بی اچ کی) تولید می‌گردد. این داروی نوترکیب از نظر ساختار مولکولی و فعالیت بیولوژیکی مشابه فاکتور هفت انعقادی فعال استخراج شده از پلاسمای انسانی می‌باشد.

## مکانیسم اثر
این دارو باعث فعال شدن مسیرخارجی آبشار انعقادی در جریان خون می‌گردد. در بیماران مبتلا به هموفیلی مادرزادی آ و ب که مبتلا به کمبود فاکتورهای انعقادی هشت و نه می‌باشند به‌طور معمول درهنگام بروز اپیزود خونریزی یا جهت پیشگیری از خونریزی حین عمل جراحی، فاکتورهای انعقادی هشت و نه تزریق می‌گردد. تعدادی از این بیماران در طول زمان و در اثر دریافت مکرر این فاکتورها شروع به ساختن آنتی‌بادی‌های مهارکننده یا خنثی‌کننده نسبت به آن‌ها می‌کنند.
این مهارکننده‌ها به تدریج به سطحی می‌رسند که تمام فاکتور انعقادی هشت و فاکتور ۹ تزریق شده به بیمار را خنثی کرده و مانع از تأثیر انعقادی آن‌ها می‌گردند. در این حالت مصرف فاکتور هفت انعقادی فعال شده در دوزهای نسبتاً بالا(۹۰–۱۲۰ میکروگرم/کیلوگرم) در این بیماران با دورزدن (بای‌پس کردن) فاکتورهای انعقادی هشت و نه در مسیر آبشار انعقادی باعث فعال شدن فرایند انعقاد خون و در نهایت، قطع خونریزی فعال در این بیماران می‌گردد.

## اندیکاسیون دارو
- بیماران هموفیلی مادرزادی دارای آنتی‌بادی خنثی‌کننده
- بیماران مبتلا به هموفیلی اکتسابی
- بیماران دچار کمبود مادرزادی فاکتور هفت
- بیماران مبتلا به ترمبوآستنی گلانزمن
- مصرف به صورت آف لیبل برای بیمارانی که دچار خونریزی‌های حاد ناشی از تروما شده‌اند

## فرم دارویی
این دارو به صورت پودر لئوفیلیزه در ویال mg 1.2 می‌باشد.

## نحوه تزریق
آریوسون به صورت تزریق داخل وریدی مصرف می‌گردد.

## دوز مصرفی
دوزاژ توصیه شده فاکتور هفت نوترکیب، جهت قطع دفعات فعال خونریزی در بیماران هموفیلی مادرزادی دارای مهارکننده ضد فاکتورهای هشت و نه به میزان ۹۰ میکروگرم به ازای هر کیلوگرم وزن بدن بیمار در تزریق اول و ۱۲۰ میکروگرم به ازای هر کیلوگرم وزن بدن بیمار در تزریق دوم و سوم بوده و فواصل بین این تزریق‌ها باید ۲ ساعت باشد.